# سرو نگرو
سرو نگرو (به اسپانیایی: Cerro Negro) به معنای تپهٔ سیاه آتشفشانی فعال از نوع مخروط خاکستر به ارتفاع ۷۲۸ متر واقع در نیکاراگوئه و یکی از فعالترین آتشفشان‌های این کشور است. سرو نگرو همچنین جوانترین آتشفشان در آمریکای مرکزی است.

## مشخصات
سرو نگرو در منطقه‌ای روستایی در ۲۵ کیلومتری شمال شرقی لئون قرار دارد و  تاریخ شکل‌گیری آن به آوریل ۱۸۵۰ می‌رسد. این آتشفشان از آن زمان تاکنون یکی از فعالترین آتشفشان‌های نیکاراگوئه بوده است. سرو نگرو بزرگترین، جنوبی‌ترین و جدیدترین مخروط خاکستر از مجموعه‌ای ۴ تایی از مخروط‌های جوان خاکستر است که در بخش مرکزی رشته‌کوه مارابیوس و در فاصلهٔ ۵ کیلومتری از شمال غربی آتشفشان لاس پیلاس به‌وجود آمده‌اند. فوران‌های استرومبولی تا شبه‌پلینیایی این آتشفشان با وقفه‌های هر چند سال یا هرچند دهه یک‌بار سبب تشکیل مخروطی بازالتی و ۲۵۰ متری و میدانی از گدازه تازه در اطراف آن شده است.
سرو نگرو آتشفشانی سیاه‌رنگ است و به همین دلیل آنرا تپهٔ سیاه یا کوه سیاه نام‌گذاری کرده‌اند. دامنه‌های این آتشفشان شیبدار بوده و به دلیل جوان بودن و فعالیت‌های مداوم آتشفشانی عاری از هرگونه پوشش گیاهی است.

## فعالیت‌های آتشفشانی
گرچه سرو نگرو در منطقه‌ای به نسبت کم‌جمعیت قرار دارد اما ریزش باران‌های خاکستر شدید و گاه‌وبیگاه آن باعث وارد آمدن صدمه به محصولات و ساختمان‌هایی شده است که در مناطق پرجمعیت نیکاراگوئه قرار گرفته‌اند.  این آتشفشان از زمان شکل‌گیریش در سال ۱۸۵۰ تاکنون در طی سال‌های ۱۸۶۷، ۱۸۹۹، ۱۹۱۴، ۱۹۱۹، ۱۹۲۳، ۱۹۲۹، ۱۹۴۷، ۱۹۴۸، ۱۹۴۹، ۱۹۵۰، ۱۹۵۴، ۱۹۵۷، ۱۹۶۰، ۱۹۶۱، ۱۹۶۲، ۱۹۶۳، ۱۹۶۴، ۱۹۶۸، ۱۹۶۹، ۱۹۷۱، ۱۹۹۲ و ۱۹۹۵ فوران کرده است.
آخرین فوران سرو نگرو در ۵ اوت سال ۱۹۹۹ روی داد. این فوران انفجاری و با پرتاب شدید گدازه، سنگ و خاکستر به بیرون همراه بود که باعث صدمه  به شهر لئون شد. همچنین ارتفاع ستون خاکستر در طی این فوران به ۷ کیلومتر رسید.